# 1560

## Události
- 5. března – značný požár v Litomyšli
- 7. března – Ferdinand I. Habsburský se zastal Třebíče ve sporu o mílové právo i jiná práva proti Burianu Osovskému z Doubravice a potvrdil městu tato práva.
- květen – Bitva u Okehazamy

### Probíhající události
- 1545–1563 – Tridentský koncil
- 1558–1583 – Livonská válka

## Vědy a umění
- v Laosu postavena stúpa Phra That Si Song Rak

## Narození
- 5. května – Motocugu Gotó, japonský samuraj († 2. června 1615)
- 25. června – Wilhelm Fabry, německý chirurg působící i ve Švýcarsku († 1634)
- 7. srpna – Alžběta Báthoryová (Čachtická paní), uherská hraběnka pokládána za nejznámější masovou vražedkyni ve slovenských a maďarských dějinách († 21. srpna 1614)
- 19. září – Thomas Cavendish, anglický korzár ze šlechtického rodu Cavendishů († květen 1592)
- 3. listopadu – Annibale Carracci, italský barokní malíř († 1609)
- 10. října – Jakub Arminius, holandský teolog, zakladatel arminianismu († 19. října 1609)
- 22. listopadu – Karel Rakouský, markrabě z Burgau, hrabě nellenburský a hohenberský, vnuk císaře Ferdinanda I. Habsburského († 31. října 1618)
- 28. listopadu – Baltasar Marradas, španělský šlechtic, císařský polní maršál, guvernér Prahy a českých zemí, mecenáš českého barokního umění († 1638)
- ? – Bartolomeo Carducci, italský malíř († 11. listopadu 1608)
- ? – Anton Praetorius, německý teolog, bojovník proti čarodějnickým procesům († 6. prosince 1613)
- ? – Ekard ze Schwoben, opat kláštera na Velehradě, († 6. prosince 1595)
- ? – Fabrizio Verallo, italský kardinál († 17. listopadu 1624)
- ? – Constantia Eriksdotter, nelegitimní dcera švédského krále Erika XIV. († 1649)
- ? – Antoinette de Pons-Ribérac, komtesa de La Roche-Guyon a markýza de Guercheville, dvorní dáma Marie Medicejské, podporovatelka koloniálních projektů Francouzského království († 16. ledna 1632)

## Úmrtí
Česko
- 27. července – Jaroslav z Pernštejna, český šlechtic (* 14. listopadu 1528)

Svět
- 1. ledna – Joachim du Bellay, francouzský renesanční spisovatel, básník a kritik (* 1522)
- 8. ledna – Johannes à Lasco, polský protestantský reformátor (* 1499)
- 19. dubna – Philipp Melanchthon, německý humanista, filozof, reformační teolog, poradce a přítel Martina Luthera (* 1497)
- 7. června – Leonard Stöckel, slovenský spisovatel, pedagog a teolog (* 1510)
- 11. června – Marie de Guise, skotská královna a regentka, matka Marie Stuartovny (* 1515)
- 12. června – Jošimoto Imagawa, japonský šlechtic (* 1519)
- 7. srpen – Anastasie Romanovna, ruská carevna, první manželka Ivana IV. Hrozného (* 1530)
- 29. září – Gustav I. Vasa, švédský král (* 12. května 1496)
- 30. září – Melchor Cano, španělský teolog (* 30. září 1509)
- 25. listopadu – Andrea Doria, italský námořník, admirál, voják, politik (* 30. listopadu 1466)
- 5. prosince – František II. Francouzský, francouzský král (* 19. ledna 1544)
- ? – Domingo de Soto, španělský řeholník, teolog, zpovědník císaře Karla V (* 1494)
- ? – Thomas Harriot, anglický astronom, matematik a přírodovědec († 2. července 1621)

## Hlavy států
- České království – Ferdinand I.
- Svatá říše římská – Ferdinand I.
- Papež – Pius IV.
- Anglické království – Alžběta I.
- Francouzské království – František II. – Karel IX.
- Polské království – Zikmund II. August
- Uherské království – Ferdinand I.
- Osmanská říše – Sulejman I.
- Perská říše – Tahmásp I.